# Kyselina methoxyoctová
Kyselina methoxyoctová je organická sloučenina odvozená od kyseliny octové nahrazením jednoho vodíkového atomu methylové skupiny methoxyskupinou; také ji lze považovat za methylether kyseliny glykolové.
Kvůli výrazné reprodukční toxicitě bylo používání této kyseliny omezeno na průmyslová využití pro výrobu dalších látek, za přísně střežených podmínek. U ostatních využití, jako jsou čištění a odvápňování povrchů, se používají bezpečnější náhrady.

## Příprava a výroba
Reakcí dvou ekvivalentů methoxidu sodného s methanolem se po okyselení plynným chlorovodíkem a vakuové destilaci vytváří kyselina methoxyoctová s výtěžností okolo 90 %.
Nejčastějším způsobem průmyslové výroby je oxidace methylglykolu vzdušným kyslíkem za přítomnosti platinového katalyzátoru za pH ≤ 7 a teploty kolem 50 °C, kdy výtěžnost může dosáhnout až 95 %.
Kyselina methoxyoctová se v organismu vytváří oxidací 2-methoxyethanolu působením alkoholdehydrogenázy.

## Vlastnosti
Kyselina methoxyoctová je bezbarvá žíravá kapalina, která za teploty 7 °C, tuhne podobně jako čistá kyselina octová. Vzhledem k nízké solvatační energii methoxyskupiny je při pKa 3,57 silnější kyselinou než kyselina octová (pKa 4,76) a glykolová (pKa 3,83).
Ultračistou kyselinu methoxyoctovou (čistota 99,8 %, teplota tání 8,4 °C), bez přítomnosti dalších kyselin, lze získat vícenásobnou krystalizací destilátu.

## Použití
Vzhledem k reprotoxicitě byla kyselina methoxyoctová v oblastech, jako jsou dezinfekce, biocidy, a odvápňování povrchů, nahrazena jinými látkami. Podobně je tomu u rozpouštědla 2-methoxyethanolu a plastifikátoru pro polyvinylchlorid (PVC) bis(2-methoxyethyl)ftalátu, které se na tuto kyselinu metabolizují.
Protože je její struktura součástí několika jodovaných aromatických sloučenin, tak byla kyselina methoxyoctová přidávána do rentgenových kontrastních látek.
Při laboratorních testech byla zjištěna schopnost kyseliny methoxyoctové zastavovat růst nádorových buněk.